# 넬손 아에도 발데스
넬손 안토니오 아에도 발데스(스페인어: Nelson Antonio Haedo Valdez, 1983년 11월 28일 ~)는 파라과이의 전 축구 선수로, 현역 시절 포지션은 스트라이커였다.
발데스는 2010년 FIFA 월드컵때 일본과의 16강전 승부차기에서 네번째 키커로 나가 성공했고, 파라과이의 사상 첫 8강 진출을 이끌었다.